# Worcester Wolves
Maillots
Le Worcester Wolves est un club franchisé anglais de basket-ball situé à l'université de Worcester et appartenant à la British Basketball League. L'équipe a été intronisée en BBL pour la saison 2006-2007 afin de pallier l'absence de plusieurs franchises, ces dernières ayant décidé de mettre leurs activités en suspens.

## Entraîneurs successifs
- Depuis ? : Josh Cooprider